# André Pottier
André Pottier (* 29. Mai 1882 in Moret-sur-Loing; † 29. Juli 1976 in Châtres-sur-Cher) war ein französischer Radrennfahrer.

## Sportliche Laufbahn
Pottier war im Straßenradsport aktiv. Von 1907 bis 1910 war er Unabhängiger und Berufsfahrer. Er gewann in seiner Karriere eine Reihe traditionsreicher Eintagesrennen in Frankreich: Paris–Orléans 1905, Paris–Le Havre, Paris–Meaux und Paris–Amiens 1906, Paris–Honfleur und Paris–Amiens 1907. Bei Paris–Tours 1907 wurde er Zweiter hinter Georges Passerieu, bei Mailand–Sanremo 1908 Dritter. Die Tour de France 1908 beendete Pottier auf dem 17. Gesamtrang, 1909 beendete er die Tour nicht.

## Familiäres
Seine Brüder René Pottier, Léon Pottier und Charles Pottier waren ebenfalls Radrennfahrer.

## Berufliches
1910 übernahm Pottier die Leitung eines Markengeschäfts der Fahrradfabrik Alcyon in Saumur.